# Saison 1936-1937 de la Juventus FC
Maillots
Chronologie
Saison précédente Saison suivante
La saison 1936-1937 de la Juventus est la trente-cinquième de l'histoire du club, créé quarante ans plus tôt en 1897.
Le club de la ville de Turin prend ici part à la 37e édition du championnat d'Italie (8e de Serie A), ainsi qu'à la 3e édition de la Coupe d'Italie (en italien Coppa Italia).

## Historique
Au cours de cette nouvelle saison, l'équipe du Piémont tente de faire mieux que lors de la saison dernière.
Suite à l'italianisation de la société (et donc des noms communs), voulue par le régime fasciste en place de Benito Mussolini, le club change de nom pour la seconde fois de son histoire, en passant de Foot-Ball Club Juventus à la simple Juventus, l'appellation latine ayant été sauvegardée, et la référence anglaise du Foot-Ball Club supprimée.
Tout comme l'année d'avant, quelques importants changements ont lieu dans la direction du club, où le président en place depuis un an, Giovanni Mazzonis, laisse sa place à l'aristocrate savoyard Emilio de la Forest de Divonne, de la famille des La Forest Divonne.
Au niveau de son effectif, le club enregistre également quelques arrivées, comme le portier Ugo Amoretti, ou encore les attaquants Giovanni Barberis, Alessandro Duè, Giacomo Neri et Cinzio Scagliotti.

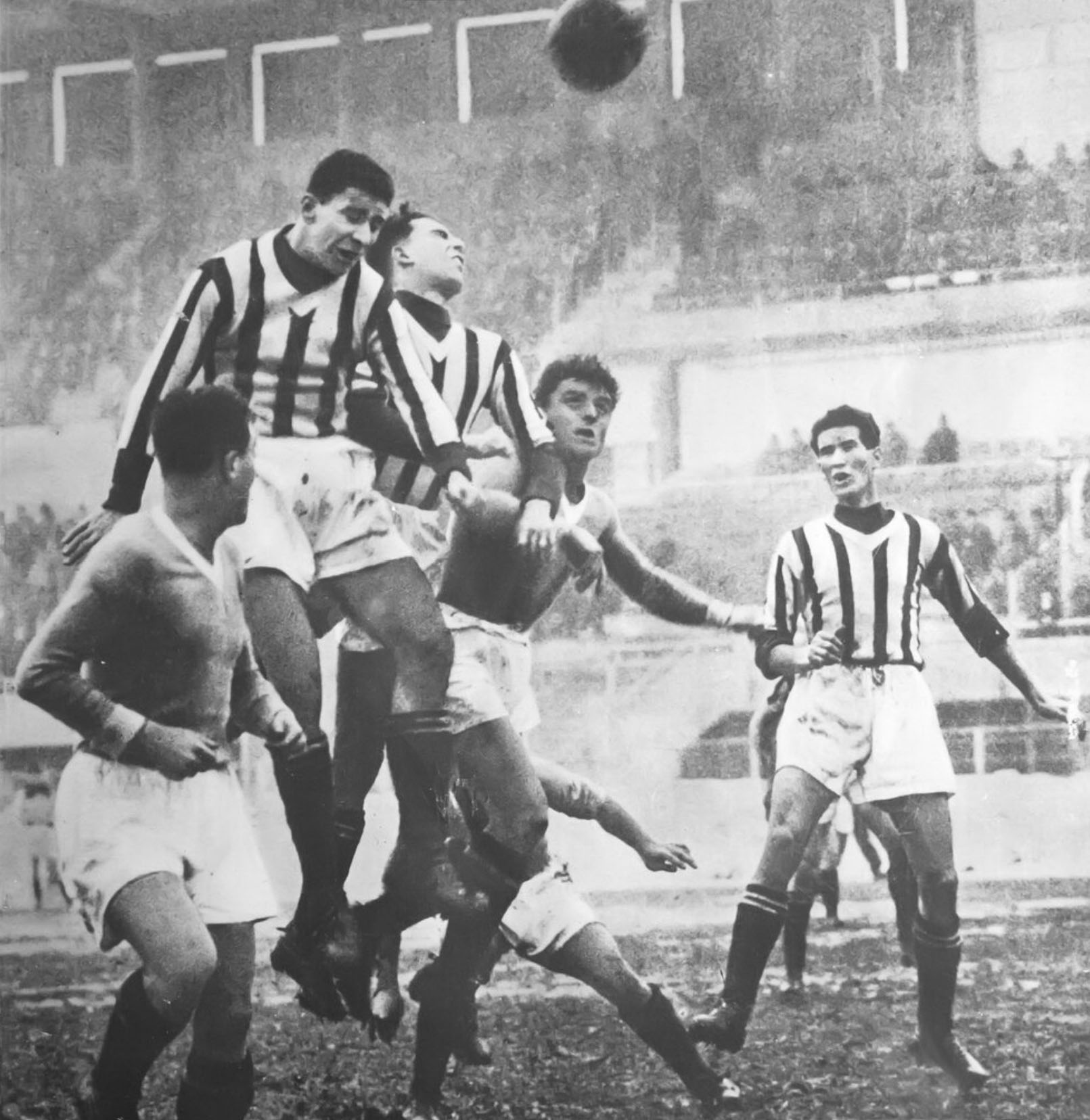
Borel frères (entre), Aldo et Felice, dans les affres de Tricoli et Fenoglio du Naples, sous le regard de l'autre bianconero Varglien II (droit), dans le match de championnat du 31 janvier 1937 au stade Mussolini de Turin (2-0).

Le club veut cette année se rattraper de sa saison décevante, lors de cette Serie A 1936-1937.
La Vieille Dame entame le premier match de sa nouvelle saison le dimanche 13 septembre 1936 lors d'un déplacement à Bari, les deux formations se séparant sur le score nul de un but partout, avec Gabetto comme buteur juventino. Après un score identique la semaine suivante, la Juve gagne son premier match lors de la 3e journée, un but à rien à l'extérieur toujours, contre Naples (but de Scagliotti), puis connaît sa première défaite la semaine suivante lors du Derby della Mole contre le Torino (1-0). La Juventus ne gagne ensuite plus pendant un mois (2 défaites et 2 nuls) avant le 22 novembre et un succès 5 à 1 à domicile contre la Roma (triplé de Gabetto et buts de Borel II et Scagliotti). À partir de la 11e journée, les bianconeri enchaînent enfin une série de 3 victoires de suite. Pour la confrontation de la nouvelle année 1937, le club piémontais et Triestina se séparent sur un score vierge. Deux semaines plus tard, pour le premier match de la phase retour, la Juventus parvient cette fois-ci à se défaite de Bari 2 buts à 0 avec un doublé de Borel II, mais reperd ensuite à nouveau son choc turinois contre son rival de toujours du Torino, sur le score de 2-1 (malgré un but de Menti). Le 26 février, lors d'un des matchs comptant pour la 22e journée, les turinois remportent leur plus grosse victoire de la saison, en humiliant l'équipe de la capitale de la Lazio par 6 buts à 1 (réalisations de Menti, Cason, Borel II, Monti et Gabetto sur doublé). Mais Madame ne parvient plus à enchaîner et doit attendre la 26e journée pour à nouveau s'imposer, avec un large succès 6-2 contre les ligures de Sampierdarenese, avec un quadruplé mémorable de Borel II et deux buts contre leur camp de Ciancamerla et de Malatesta. Après ce match, le club juventino termine sa saison en dents de scie avec un nul, une victoire et une défaite, avant de jouer son dernier match, lors de la 30e journée, en déplacement à Florence contre la Fiorentina, match qui se solde sur un nul 2-2 au Stadio Giovanni Berta (avec des buts bianconeri de Gabetto et Scagliotti).
L'effectif arrive à la fin de la saison avec 35 points, insuffisant pour n'espérer mieux que la 5e place du classement, la même que lors de la saison précédente, avec seulement 12 victoires, 11 nuls et 7 défaites. L'attaquant bianconero Guglielmo Gabetto se console tout de même avec ses 18 buts, finissant à nouveau parmi les meilleurs buteurs du tournoi.
Pour sa Coppa Italia, deuxième compétition saisonnière pour la Vecchia Signora, la Juventus doit affronter lors d'un match simple à élimination directe en 16e-de-finale le club toscan du Lucchese. C'est Borel II qui inscrit l'unique but de la rencontre, synonyme de victoire. Mais au tour suivant, l'équipe piémontaise est finalement éliminée par les campaniens du SSC Napoli, 2 à 1, malgré une réalisation juventina de Borel II.
Pour sa seconde saison de suite sans titre, la Juventus confirme son relèvement difficile après sa période dorée du Quinquennat d'or.

## Déroulement de la saison

### Résultats en championnat
- Phase aller

| dimanche 13 septembre 1936 1re journée | Bari           | 1 - 1 | Juventus    | Stadio della Vittoria, Bari 15h30 Arbitre : Galeati |
| dimanche 13 septembre 1936 1re journée | Costantino 48e |       | 90e Gabetto | Stadio della Vittoria, Bari 15h30 Arbitre : Galeati |

| dimanche 20 septembre 1936 2e journée | Juventus    | 1 - 1 | Lucchese     | Stadio Benito Mussolini, Turin 15h30 Arbitre : Soliani |
| dimanche 20 septembre 1936 2e journée | Gabetto 30e |       | 41e Andreoli | Stadio Benito Mussolini, Turin 15h30 Arbitre : Soliani |

| dimanche 27 septembre 1936 3e journée | Naples | 0 - 1          | Juventus | Stadio Partenopeo, Naples 15h30 Arbitre : Dattilo |
| dimanche 27 septembre 1936 3e journée |        | 15e Scagliotti |          | Stadio Partenopeo, Naples 15h30 Arbitre : Dattilo |

| dimanche 4 octobre 1936 4e journée | Juventus | 0 - 1     | Torino | Stadio Benito Mussolini, Turin 32 000 spectateurs 15h00 Arbitre : Mazzarini |
| dimanche 4 octobre 1936 4e journée |          | 59e Galli |        | Stadio Benito Mussolini, Turin 32 000 spectateurs 15h00 Arbitre : Mazzarini |

| dimanche 11 octobre 1936 5e journée | Alexandrie  | 1 - 0 | Juventus | Stadio del Littorio, Alexandrie 15h00 Arbitre : Scorzoni |
| dimanche 11 octobre 1936 5e journée | Robotti 10e |       |          | Stadio del Littorio, Alexandrie 15h00 Arbitre : Scorzoni |

| dimanche 18 octobre 1936 6e journée | Juventus | 1 - 1 | Ambrosiana-Inter | Stadio Benito Mussolini, Turin 15h00 Arbitre : Dattilo |
| dimanche 18 octobre 1936 6e journée | Neri 44e |       | 71e Frossi       | Stadio Benito Mussolini, Turin 15h00 Arbitre : Dattilo |

| dimanche 1er novembre 1936 7e journée | Lazio     | 1 - 0 | Juventus | Stadio Nazionale del P.N.F., Rome 14h30 Arbitre : Bevilacqua |
| dimanche 1er novembre 1936 7e journée | Piola 39e |       |          | Stadio Nazionale del P.N.F., Rome 14h30 Arbitre : Bevilacqua |

| dimanche 8 novembre 1936 8e journée | Juventus                   | 2 - 2 | Genova                             | Stadio Benito Mussolini, Turin 14h30 Arbitre : Saracini |
| dimanche 8 novembre 1936 8e journée | Gabetto 29e · Borel II 69e |       | 22e Marchionneschi · 86e Perazzolo | Stadio Benito Mussolini, Turin 14h30 Arbitre : Saracini |

| dimanche 22 novembre 1936 9e journée | Juventus                                           | 5 - 1 | Roma                  | Stadio Benito Mussolini, Turin 14h30 Arbitre : Scorzoni |
| dimanche 22 novembre 1936 9e journée | Borel II 5e · Gabetto 18e 30e 49e · Scagliotti 77e |       | 38e (pen.) Bernardini | Stadio Benito Mussolini, Turin 14h30 Arbitre : Scorzoni |

| dimanche 29 novembre 1936 10e journée | Bologne    | 1 - 1 | Juventus    | Stadio Littoriale, Bologne 14h30 Arbitre : Scarpi |
| dimanche 29 novembre 1936 10e journée | Busoni 46e |       | 35e Gabetto | Stadio Littoriale, Bologne 14h30 Arbitre : Scarpi |

| dimanche 8 décembre 1936 11e journée | Juventus                    | 3 - 1 | Sampierdarenese | Stadio Benito Mussolini, Turin 14h30 Arbitre : Dattilo |
| dimanche 8 décembre 1936 11e journée | Cason 41e 84e · Borel I 49e |       | 37e Bollano     | Stadio Benito Mussolini, Turin 14h30 Arbitre : Dattilo |

| dimanche 20 décembre 1936 12e journée | Novare | 0 - 2                      | Juventus | Stadio Littorio, Novare 14h30 Arbitre : Scorzoni |
| dimanche 20 décembre 1936 12e journée |        | 16e Gabetto · 90e Borel II |          | Stadio Littorio, Novare 14h30 Arbitre : Scorzoni |

| dimanche 27 décembre 1936 13e journée | Milan                                | 3 - 4 | Juventus                                 | Stadio San Siro, Milan 14h30 Arbitre : Ciamberlini |
| dimanche 27 décembre 1936 13e journée | Boffi 47e · Cossio 76e · Gabardo 84e |       | 6e 15e (pen.) 60e Borel II · 26e Gabetto | Stadio San Siro, Milan 14h30 Arbitre : Ciamberlini |

| dimanche 3 janvier 1937 14e journée | Juventus | 0 - 0 | Triestina | Stadio Benito Mussolini, Turin 14h30 Arbitre : Gianelli |
| dimanche 3 janvier 1937 14e journée |          |       |           | Stadio Benito Mussolini, Turin 14h30 Arbitre : Gianelli |

| dimanche 10 janvier 1937 15e journée | Juventus                                 | 3 - 0 | Fiorentina | Stadio Benito Mussolini, Turin 14h30 Arbitre : Ciamberlini |
| dimanche 10 janvier 1937 15e journée | Borel II 20e · Gabetto 54e · Borel I 78e |       |            | Stadio Benito Mussolini, Turin 14h30 Arbitre : Ciamberlini |

- Phase retour

| dimanche 17 janvier 1937 16e journée | Juventus        | 2 - 0 | Bari | Stadio Benito Mussolini, Turin 14h30 Arbitre : Zelocchi |
| dimanche 17 janvier 1937 16e journée | Borel II 5e 10e |       |      | Stadio Benito Mussolini, Turin 14h30 Arbitre : Zelocchi |

| dimanche 24 janvier 1937 17e journée | Lucchese      | 1 - 1 | Juventus     | Stadio Porta Elisa, Lucques 14h30 Arbitre : Dattilo |
| dimanche 24 janvier 1937 17e journée | Michelini 23e |       | 49e Borel II | Stadio Porta Elisa, Lucques 14h30 Arbitre : Dattilo |

| dimanche 31 janvier 1937 18e journée | Juventus                 | 2 - 0 | Naples | Stadio Benito Mussolini, Turin 14h30 Arbitre : Scotto |
| dimanche 31 janvier 1937 18e journée | Borel I 5e · Gabetto 66e |       |        | Stadio Benito Mussolini, Turin 14h30 Arbitre : Scotto |

| dimanche 7 février 1937 19e journée | Torino               | 2 - 1 | Juventus  | Stadio Filadelfia, Turin 14h30 Arbitre : Ciamberlini |
| dimanche 7 février 1937 19e journée | Prato 6e · Galli 64e |       | 22e Menti | Stadio Filadelfia, Turin 14h30 Arbitre : Ciamberlini |

| dimanche 14 février 1937 20e journée | Juventus                                  | 4 - 1 | Alexandrie  | Stadio Benito Mussolini, Turin 14h30 Arbitre : Conticini |
| dimanche 14 février 1937 20e journée | Borel II 8e · Gabetto 29e 42e · Menti 46e |       | 63e Bigando | Stadio Benito Mussolini, Turin 14h30 Arbitre : Conticini |

| dimanche 21 février 1937 21e journée | Ambrosiana-Inter            | 2 - 0 | Juventus | Stadio San Siro, Milan 15h00 Arbitre : Ciamberlini |
| dimanche 21 février 1937 21e journée | Meazza 59e · Campatelli 67e |       |          | Stadio San Siro, Milan 15h00 Arbitre : Ciamberlini |

| dimanche 28 février 1937 22e journée | Juventus                                                          | 6 - 1 | Lazio      | Stadio Benito Mussolini, Turin 15h00 Arbitre : Scorzoni |
| dimanche 28 février 1937 22e journée | Menti 9e · Cason 31e · Borel II 41e · Monti 64e · Gabetto 67e 77e |       | 49e Busani | Stadio Benito Mussolini, Turin 15h00 Arbitre : Scorzoni |

| dimanche 7 mars 1937 23e journée | Genova               | 1 - 1 | Juventus    | Stade Luigi-Ferraris, Gênes 15h00 Arbitre : Scarpi |
| dimanche 7 mars 1937 23e journée | Fasanelli 15e (pen.) |       | 7e Borel II | Stade Luigi-Ferraris, Gênes 15h00 Arbitre : Scarpi |

| dimanche 14 mars 1937 24e journée | Roma                                        | 3 - 1 | Juventus    | Campo Testacio, Rome 15h00 Arbitre : Bevilacqua |
| dimanche 14 mars 1937 24e journée | Subinaghi 67e · Mazzoni 69e · Serantoni 89e |       | 28e Gabetto | Campo Testacio, Rome 15h00 Arbitre : Bevilacqua |

| dimanche 28 mars 1937 25e journée | Juventus | 0 - 0 | Bologne | Stadio Benito Mussolini, Turin 15h00 Arbitre : Barlassina |
| dimanche 28 mars 1937 25e journée |          |       |         | Stadio Benito Mussolini, Turin 15h00 Arbitre : Barlassina |

| dimanche 4 avril 1937 26e journée | Sampierdarenese              | 2 - 6 | Juventus                                                              | Stadio del Littorio, Gênes 15h00 Arbitre : Salvatori |
| dimanche 4 avril 1937 26e journée | Peretti 53e · Cappellini 75e |       | 3e 10e 17e 43e Borel II · 47e (csc) Ciancamerla · 72e (csc) Malatesta | Stadio del Littorio, Gênes 15h00 Arbitre : Salvatori |

| dimanche 18 avril 1937 27e journée | Juventus       | 1 - 1 | Novare    | Stadio Benito Mussolini, Turin 15h30 Arbitre : Mazza |
| dimanche 18 avril 1937 27e journée | Scagliotti 34e |       | 41e Torri | Stadio Benito Mussolini, Turin 15h30 Arbitre : Mazza |

| dimanche 2 mai 1937 28e journée | Juventus                     | 2 - 0 | Milan | Stadio Benito Mussolini, Turin 15h30 Arbitre : Scarpi |
| dimanche 2 mai 1937 28e journée | Gabetto 54e · Scagliotti 72e |       |       | Stadio Benito Mussolini, Turin 15h30 Arbitre : Scarpi |

| dimanche 9 mai 1937 29e journée | Triestina  | 1 - 0 | Juventus | Stadio Littorio, Trieste 15h30 Arbitre : Galeati |
| dimanche 9 mai 1937 29e journée | Loschi 61e |       |          | Stadio Littorio, Trieste 15h30 Arbitre : Galeati |

| dimanche 16 mai 1937 30e journée | Fiorentina               | 2 - 2 | Juventus                    | Stadio Giovanni Berta, Florence 15h30 Arbitre : Mastellari |
| dimanche 16 mai 1937 30e journée | Viani 47e · Borsetti 75e |       | 3e Gabetto · 67e Scagliotti | Stadio Giovanni Berta, Florence 15h30 Arbitre : Mastellari |

#### Classement
|  |    | Classement final 1936-1937 | Pts | MJ | V  | N  | D | BP | BC | Dif |
|  | -- | -------------------------- | --- | -- | -- | -- | - | -- | -- | --- |
|  | 1. | Bologne                    | 42  | 30 | 15 | 12 | 3 | 45 | 26 | +19 |
|  | 2. | Lazio                      | 39  | 30 | 17 | 5  | 8 | 56 | 42 | +14 |
|  | 3. | Torino                     | 38  | 30 | 13 | 12 | 5 | 50 | 25 | +25 |
|  | 4. | Milan                      | 36  | 30 | 13 | 10 | 7 | 39 | 29 | +10 |
|  | 5. | Juventus                   | 35  | 30 | 12 | 11 | 7 | 53 | 31 | +22 |

### Résultats en coupe
- 16e-de-finale

| mercredi 6 janvier 1937 | Lucchese | 0 - 1       | Juventus | Stadio Porta Elisa, Lucques 14h30 Arbitre : Scarpi |
| mercredi 6 janvier 1937 |          | 83e Borel I |          | Stadio Porta Elisa, Lucques 14h30 Arbitre : Scarpi |

- 8e-de-finale

| jeudi 6 mai 1937 | Naples          | 2 - 1 | Juventus     | Stadio Partenopeo, Naples 15h30 Arbitre : Ciamberlini |
| jeudi 6 mai 1937 | Venditto 6e 59e |       | 72e Borel II | Stadio Partenopeo, Naples 15h30 Arbitre : Ciamberlini |

### Matchs amicaux
| dimanche 30 août 1936 | Pro Vercelli   | 1 - 1 | Juventus       |  |
| dimanche 30 août 1936 | Buteur inconnu |       | Buteur inconnu |  |

| dimanche 6 septembre 1936 | Sampierdarenese | 0 - 2            | Juventus |  |
| dimanche 6 septembre 1936 |                 | Buteurs inconnus |          |  |

| jeudi 29 octobre 1936 | Juventus         | 7 - 2 | Biellese         |  |
| jeudi 29 octobre 1936 | Buteurs inconnus |       | Buteurs inconnus |  |

| dimanche 6 juin 1937 | OGC Nice | 0 - 1          | Juventus |  |
| dimanche 6 juin 1937 |          | Buteur inconnu |          |  |

| dimanche 13 juin 1937 | Sochaux          | 2 - 2 | Juventus         |  |
| dimanche 13 juin 1937 | Buteurs inconnus |       | Buteurs inconnus |  |

| dimanche 27 juin 1937 | Građanski      | 1 - 0 | Juventus |  |
| dimanche 27 juin 1937 | Buteur inconnu |       |          |  |

| dimanche 30 juin 1937 | BSK Belgrade | 0 - 1          | Juventus |  |
| dimanche 30 juin 1937 |              | Buteur inconnu |          |  |

| dimanche 27 juin 1937 | Građanski        | 3 - 0 | Juventus |  |
| dimanche 27 juin 1937 | Buteurs inconnus |       |          |  |

#### Coppa Barattia
| dimanche 20 juin 1937 | Torino           | 2 - 0 | Juventus | Turin |
| dimanche 20 juin 1937 | Buteurs inconnus |       |          | Turin |

## Effectif du club
Effectif des joueurs de la Juventus lors de la saison 1936-1937.

## Buteurs
Voici ici les buteurs de la Juventus toutes compétitions confondues.
| 18 buts - Felice Borel - Guglielmo Gabetto 5 buts - Cinzio Scagliotti 4 buts - Aldo Borel | 3 buts - Lino Cason - Umberto Menti 1 but - Luis Monti - Giacomo Neri |